# Frigyes Kochmeister
Dans le nom hongrois Kochmeister Frigyes, le nom de famille précède le prénom, mais cet article utilise l’ordre habituel en français Frigyes Kochmeister, où le prénom précède le nom.
Le baron Frigyes Kochmeister (1816-1907) est un industriel et un économiste hongrois qui fut notamment le premier président de la bourse de Budapest en 1864.

## Biographie
Frigyes Kochmeister né à Sopron en 1816 et devient orphelin très tôt. Petit-fils, fils, neveu et frère de pharmaciens, il suit des études à l'École polytechnique de Vienne dont il est diplômé en commerce en 1833, puis obtient un emploi à Pest dans la pharmacie de Frigyes Török et suit en parallèle des cours de chimie à l'Université de Pest. Il élargit ses horizons lors d'une tournée en Europe en 1841, visitant notamment la France, l'Italie, l'Allemagne, la Belgique et l'Angleterre.
Combinant son intérêt pour la pharmacopée et son expérience commerciale, et grâce aux nombreux contacts établis durant ses voyages, il ouvre à Budapest en 1842 un magasin de vente en gros de produits pharmaceutiques qui devient par la suite un célèbre grossiste et un acteur clé de l'approvisionnement pharmaceutique du pays. Il fonde également un laboratoire pharmaceutique.
Frigyes Kochmeister participe à la fondation de la "Bourse des marchandises et des valeurs mobilières de Budapest" en 1864 et en est élu premier président, poste qu'il occupera plus de 30 ans, jusqu'en 1900. Plus ancien président de la bourse hongroise, il est très populaire parmi les courtiers de l'époque. Lors de l'ouverture de la bourse, il invite les agriculteurs, les fabricants, les industriels et les courtiers à "faire de leur mieux pour assurer une vie saine et forte à nos institution par des visites régulières et assidues à la bourse et en faisant si possible leurs transactions en bourse." 
Très actif, Kochmeister participe à la création de nombreuses organisations et entreprises et occupe plusieurs postes d'importances. En 1859, il est élu président de la Chambre de commerce et d'industrie de Pest. Il est l'un des fondateurs de l'Académie de commerce de Pest, de la société Lloyd, de la société céréalière de Pest ou encore de la Banque générale hongroise de crédit en 1867. Il est élu en 1874 président de l'orphelinat national protestant, après la construction du bâtiment grâce à son don de 80 000 forints. 
Récipiendaire de l'ordre de la Couronne de fer en 1866, il est par la suite gratifié du titre de baron autrichien et hongrois. Il meurt à Budapest en 1907.

## Prix Kochmeister
Le prix Kochmeister a été fondé par la Bourse de Budapest (BÉT) en 2004. Il récompense chaque année des étudiants hongrois et étrangers de moins de 35 ans. Le BÉT offre un soutien financier ponctuel et une bourse aux récipiendaires du prix.

## Sources
- Gelléri Mór: A magyar ipar úttörői(1887)
- Gyógyszerészi Értesítő, 1907. 733.
- Új Magyar Életrajzi Lexikon. Magyar Könyvklub, Budapest, III. kötet, 1001-1002.
- Országgyűlési Almanach 1901-1906, A Pesti Lloyd-Társulat Könyvnyomdája, Budapest 1901, szerk: Sturm Alber
- Vasárnapi Újság, 46. szám. 1877. XXIV. évfolyam. 726.